# Dickson Iroegbu
Dickson Nnamdi Iroegbu (Mbaise, Imo, Nigèria) és un director i productor de cinema de la indústria de Nollywood. Iroegbu va guanyar tres premis per la pel·lícula The Mayors als Premis de l'Acadèmia Africana de Cinema: el de millor pel·lícula, millor guió i millor director.

## Filmografia

### Direcció
Iroegbu ha dirigit els films:
- 2008 - Critical Condition (Vídeo)
- 2008 - Critical Condition 2 (Vídeo)
- 2007 - Big Heart Treasure (Vídeo)
- 2007 - Big Heart Treasure 2 (Vídeo)
- 2007 - The Trinity (Vídeo)
- 2007 - The Trinity 2 (Vídeo)
- 2007 - To Love an Angel (Vídeo)
- 2007 - To Love an Angel 2 (Vídeo)
- 2006 - Different World (Vídeo)
- 2006 - Different World 2 (Vídeo)
- 2006 - Enemies in Love (Vídeo)
- 2006 - Enemies in Love 2 (Vídeo)
- 2006 - Holy Cross (Vídeo)
- 2006 - Holy Cross 2 (Vídeo)
- 2006 - Last Kiss (Vídeo)
- 2006 - Last Kiss 2 (Vídeo)
- 2006 - The Devil in Her (Vídeo)
- 2006 - The Devil in Her 2 (Vídeo)
- 2005 - Kill the Bride (Vídeo)
- 2005 - Kill the Bride 2 (Vídeo)
- 2005 - Women's Cot (Vídeo)
- 2005 - Women's Cot 2 (Vídeo)
- 2005 - Women's Cot 3 (Vídeo)
- 2004 - Beyond Reason (Vídeo)
- 2004 - Burning Desire (Vídeo)
- 2004 - Burning Desire 2 (Vídeo)
- 2004 - Last Wedding (Vídeo)
- 2004 - Last Wedding 2 (Vídeo)
- 2004 - Little Angel (Vídeo)
- 2004 - Unfaithful (Vídeo)
- 2003 - Romantic Attraction (Vídeo) (no té crèdits)

### Producció
Dickson Iroegbu ha produït les pel·lícules:
- 2008 - Critical Condition (Vídeo) (concepte) / (història)
- 2008 - Critical Condition 2 (Vídeo) (concepte) / (història)
- 2004 - Little Angel (Vídeo)

## Premis i nominacions

### Premis de l'Acadèmia Africana de Cinema
- 2005 - Premi a millor director
- 2005 - Premi a millor pel·lícula
- 2005 - Premi a millor guió